# Piëmontese Republiek
De Piëmontese Republiek (Italiaans: Repubblica Piemontese, Frans: République piémontaise) was een kort bestaande zusterrepubliek die bestond van 10 september 1798 tot 20 juni 1799 op het grondgebied van Piëmont onder het militair bewind van de Eerste Franse Republiek.
Piëmont was het hoofdbestanddeel van het koninkrijk Sardinië, dat ondanks zijn naam vooral op het vasteland gelegen was en daarom ook wel Piëmont-Sardinië werd genoemd. In 1792 sloot Sardinië zich aan bij de Eerste Coalitie en verklaarde Frankrijk de oorlog. Daarop werden eerst Nice en Savoye bezet door Franse troepen, die vervolgens in 1794 en 1796 Piëmont binnenvielen. Het Verdrag van Parijs bepaalde dat Sardinië Nice en Savoye en de forten Cuneo, Ceva, Alessandria en Tortona aan Frankrijk moest afstaan en vrije doortocht diende te verlenen aan Franse troepen onderweg naar Italië. Koning Karel Emanuel IV werd in 1797 geconfronteerd met verschillende republikeinse opstanden. Als reactie liet hij revolutionairen, onder wie veel jakobijnen, executeren, hetgeen hem ongeliefd maakte.
In 1798 viel het Franse leger Piëmont opnieuw binnen. Op 10 september werd de Piëmontese Republiek uitgeroepen en de troepen onder generaal Joubert namen op 6 december de Sardijnse hoofdstad Turijn in. De koning vluchtte naar Rome, maar heeft nooit een nieuw vredesverdrag getekend en wachtte een definitieve afspraak over zijn continentale grondgebied af volgens het internationaal recht.
De republiek was zwaar afhankelijk van Frankrijk en was nooit werkelijk onafhankelijk, omdat ze onder Franse militaire bezetting verkeerde. De staat werd niet erkend door de internationale gemeenschap. De regeringsvorm was gebaseerd op het Franse Directoire. De republiek huldigde op haar munten het motto Libertà, Virtù, Eguaglianza ("Vrijheid, Deugd, Gelijkheid"), een verwijzing naar de leus van de Franse Revolutie Liberté, égalité, fraternité ("Vrijheid, gelijkheid, broederschap").
Op 20 juni 1799 hield de Piëmontese Republiek op te bestaan, toen die door Oostenrijks-Russische troepen werd veroverd. Vervolgens werd Piëmont teruggegeven aan Sardinië, maar precies een jaar later, na de Franse zege in de Slag bij Marengo, herstelde generaal en eerste consul Napoleon Bonaparte haar onder de naam Subalpijnse Republiek. De Subalpijnse Republiek bleef bestaan tot 11 september 1802, toen zij werd opgedeeld tussen de Franse en Italiaanse Republiek.